# Birkenreuth (Wiesenttal)
Birkenreuth (früher auch „Birkenreit“) ist ein Gemeindeteil des Marktes Wiesenttal im Landkreis Forchheim (Oberfranken, Bayern).

## Geographie und Verkehrsanbindung
Das Dorf Birkenreuth liegt im südwestlichen Bereich des Marktes Wiesenttal an der Kreisstraße FO 34. Die Staatsstraße 2685 verläuft unweit südlich. Nördlich verläuft die B 470.

## Geschichte
Am 1. Mai 1978 wurde die Gemeinde Birkenreuth im Zuge der Gebietsreform in Bayern nach Wiesenttal eingemeindet.

## Sehenswürdigkeiten
In der Liste der Baudenkmäler in Wiesenttal ist derzeit für Birkenreuth ein einziges Baudenkmal, das Brunnenhaus aus dem Jahr 1836 aufgeführt. Es ist ein Fachwerkbau, der ein verschiefertes Glockendach mit Pyramidendachhelm trägt. Der Brunnenschacht stammt aus dem Jahr 1796.